# 酸化カドミウム
酸化カドミウム（さんかカドミウム、Cadmium oxide）は、化学式 CdO で表されるカドミウムの酸化物である。日本国内では毒物及び劇物取締法により劇物に指定される。
2価のカドミウム酸化物が唯一安定であり、二酸化炭素中でシュウ酸カドミウム,CdC2O4を加熱することにより、緑色の1価の酸化カドミウム(I),Cd2Oを生成するとされていたが、X線構造解析の結果はCdOに一致し、酸化カドミウム(I)の存在は疑問視されている。

## 生成
金属カドミウムの燃焼、または水酸化カドミウム、硝酸カドミウムおよび炭酸カドミウムの熱分解により得られる。純品を得るには精製した硝酸カドミウムを550℃で加熱分解するのがよい。
{\displaystyle {\ce {2Cd + O2 -> 2CdO}}}
{\displaystyle {\ce {Cd(OH)2 -> CdO + H2O}}}
{\displaystyle {\ce {4Cd(NO3)2 -> 4CdO + 4NO2 + O2}}}
{\displaystyle {\ce {CdCO3 -> CdO + CO2}}}

## 性質
褐色の無定形粉末または暗赤色の立方体結晶で塩化ナトリウム型構造をとり、その格子定数はa = 4.689Åである。
製法あるいは加熱履歴により薄い褐色を呈するもの、ほとんど無色のものなどが存在し、結晶の色は格子欠陥によるものとされている。また酸化亜鉛と同様に酸素分圧に応じて結晶の電気伝導率が変化する。n型半導体としての性質も有する。
水およびアルカリ水溶液にはほとんど不溶であるが、希酸およびアンモニウム塩水溶液に溶解してカドミウム塩水溶液となる。
{\displaystyle {\ce {{CdO}+2H^{+}->{Cd^{2+}}+H2O}}}
{\displaystyle {\ce {{CdO}+2NH4^{+}->{Cd^{2+}}+{2NH3}+H2O}}}
400℃で一酸化炭素、600℃で炭素により還元されて金属カドミウムとなる。
{\displaystyle {\ce {CdO + CO -> Cd + CO2}}}
{\displaystyle {\ce {CdO + C -> Cd + CO}}}
424℃で硫黄と反応して硫化カドミウムを生成する。
{\displaystyle {\ce {2CdO + 3S -> 2CdS + SO2}}}
また、塩素中で熱すれば塩化カドミウムを生じる。
{\displaystyle {\ce {2CdO + 2Cl2 -> 2CdCl + O2}}}
加熱により昇華し、酸化カドミウム蒸気は強い毒性を示す。

## 用途
透明な薄膜電気伝導体材料として使用される。また触媒、蛍光体およびセラミックの艶出し剤などに使用される。